# Acraea nero
Acraea nero är en fjärilsart som beskrevs av Butler 1883. Acraea nero ingår i släktet Acraea och familjen praktfjärilar. Inga underarter finns listade i Catalogue of Life.